# Bäckebölja

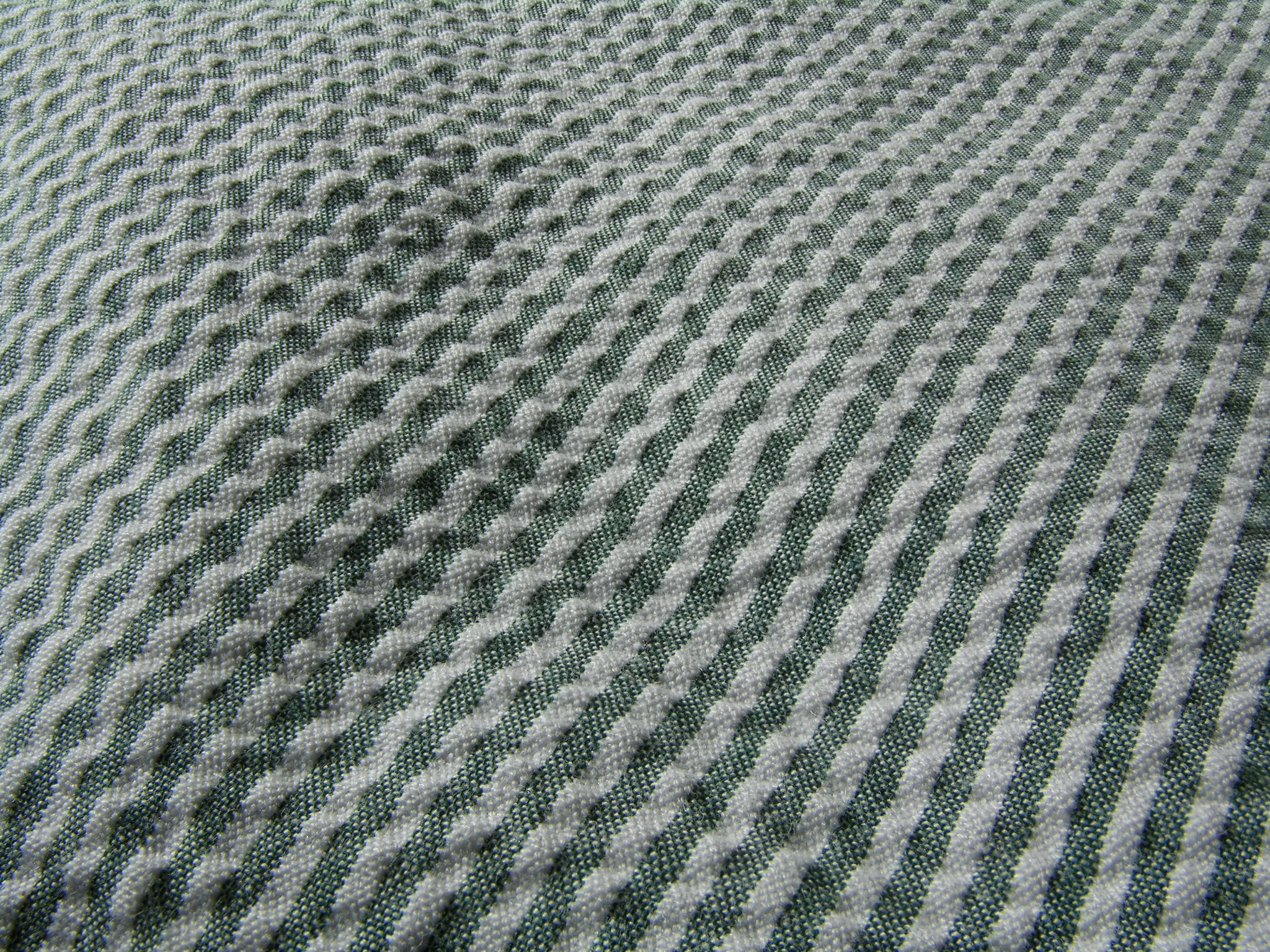
Bäckebölja

Bäckebölja, även seersucker, är ett tunt bomullstyg. Bäckebölja karaktäriseras av ränder med vanlig slät tuskaftsväv och ränder med tuskaft i en bubblig struktur. Bäckebölja används mestadels till sängkläder och till sommarkläder, eftersom det andas bra.
I USA finns en väl utvecklad klädkultur för när man bör och inte bör använda kläder av materialet. [källa behövs]